# Donji Srebrenik
Donji Srebrenik är en ort i Bosnien och Hercegovina.   Den ligger i entiteten Federationen Bosnien och Hercegovina, i den centrala delen av landet, 100 km norr om huvudstaden Sarajevo. Donji Srebrenik ligger 329 meter över havet och antalet invånare är 669.
Terrängen runt Donji Srebrenik är huvudsakligen kuperad, men åt nordväst är den platt.Runt Donji Srebrenik är det ganska tätbefolkat, med 93 invånare per kvadratkilometer.. Närmaste större samhälle är Srebrenik, 2,2 km väster om Donji Srebrenik. 
Omgivningarna runt Donji Srebrenik är en mosaik av jordbruksmark och naturlig växtlighet.